# Битка код Никопоља (1798)
Битка код Никопоља одиграла се 12. октобра 1798. године у области северно од рушевина старог Никопоља, у Епиру између 280 француских гренадира, 200 превезских стражара и 60 ратника Сулија против 7000 Туркοалбанаца којима на челу био Али-паша Јањински. Следећег дана, 13. и 14. октобра 1798, туркоалбанске трупе су ушле у Превезу где је уследио масакр, такозвано уништење Превезе.

## Историја
17. октобра 1797. потписан је такозвани Кампоформијски мир између Наполеона као представника Француске и грофа Лудвига фон Кобенцла као представника Аустрије којим је Превеза са Паргом и Јонским острвима припала Французима у одсуству Султана. Грађани Превезе су са великом радошћу дочекали 280 француских гренадира под генералом Ла Салшетом(La Salchette) као ослободиоцима, јер су финансијски и административно страдали од Млечана. Превеза је, међутим, нажалост остала у рукама Француза мање од годину дана, јер је октобра 1798. године после битке код Никопоља насилно прешла у руке Али-паше Јањинског. Османско царство, по свему судећи, није одобрило Кампофирмијски мир, јер је потписан без сопствене сагласности.

## Пре битке код Никопоља
12. октобра 1798, у рушевинама Никопоља одиграла се жестока битка, битка код Никопоља, у којој је француска гарда Превезе чинила 280-300 гренадира под генералом Ла Салшетом уз помоћ 200 превезских стражара и 60 ратника из Сулија под капетаном Христакисом. Према другом мишљењу, вођа милиције Превезе био је Панајотис Царламбас, деда Одисеаса Андруцоса, а вођа Соулиота био је Георгиос Боцарис, који се случајно налазио у Превези и такође мања снага под капетаном Христакисом. Овој бици су претходиле двомесечне припреме са утврђењима. Припрема је доста каснила због неслагања француских инжењера око тога да ли ће утврђења бити надземна, односно дрвене куле или приземна, односно ровови. Осим тога, очигледно је било да су грчко-француске трупе биле у неповољном положају и по броју војника и по положају(ван зидина Никопоља). 
На другој страни се постројио тада 58-годишњи Али-паша Јањински, постављен за „гувернера“ Епира Османског царства, на челу са младим сином Мухтар-паше, са 4.000 пешака и 3.000 коњаника Туркалбанаца. Tо је јединица од 7.000 до 8.000 бораца. По свему судећи, Французи нису имали времена да се припреме за одбрану, јер су њихова утврђења и њихова војна формација издати услед чега их је Али-паша брзо напао. Историчар Кадмиос карактеристично пише: „Ова Никопољска превлака је један сат (што наравно значи пешачења) од града Превезе и сматрала се подложном одбрани. Осим двеста осамдесет француских гренадира, око две стотине Превезаца и шездесетак сулиота са одушевљењем се понудило да се брани на овом месту, поред већ понуђених и очекиваних сулиота. Чим су завршили са испаљивањем, Ришемон(Richemont), инжењерски официр, поставио је два топа од ливеног гвожђа, једину артиљерију, а знало се да је долазила војска Али Пасе, припремајући катастрофу, издали су војну формацију Француза.”

## Битка код Никопоља
Али-пашине трупе су стигле и скоро опколиле Французе и Грке. Историчар Кадмиос сјајно пише: „Пасина авангарда, која се састојала од седам стотина Албанаца и којом је владао његов син Мухтар, прва је напала француске одбрамбене положаје. Никопољци су се енергично бранили до јутра, када су два француска батаљона напала Албанце и отерала их до рушевина античког позоришта Никопоља, које се налазило на западним падинама брда и на путу од Превезе до Јањине. У том тренутку шездесеторица Соулиота, упуцали су у ваздух, склонили су се у планине, а у редовима домаће гарде је почела да се јавља пометња. С обзиром на то, Албанци у претходници су пали теже, али нису могли да крену напред. С друге стране, генерал Ла Салшет је приметио да је силазни фронт несразмеран одбрамбеним снагама и, плашећи се раздвајања, наредио је људима да се концентришу, тако да је битка остала нејасна све до 8. јутра, када је дошло четири хиљаде Туркалбанаца, укључујући и трећу коњицу, сишли су из Али Пасе са хордама дивљих звери...” Битка је била веома смртоносна, трајала је цео дан и упркос утврђењима Француза, наравно битку је добио Али-паша. „Пуковник Хоте, са дугим мачем, успео је да стигне до гарнизона у одбрани, а генерал Ла Салшет, борећи се после двадесет пет људи, све док муниција није била исцрпљена, након чега су се предали. А храбри Ришемон је одиграо ову очајничку борбу са неколико војника унутар великог амфитеатра и био је ухапшен...”

## Заробљеници
Ла Салшет је био заробљен, тешко рањен и одведен у затворе у Цариграду, касније пуштен и враћен у Француску где га је 1831. године краљ  Луј XVIII именовао генералом, а умро је 1834. и његово име је уклесано у Паризу. У међувремену, капетан Тисо је са тридесет пет људи био задужен за складишта Превезе. Сакупио је осамдесет људи и брзо дошао у Никопољ, где се борио да ослободи генерала Ла Салшета и пуковника Хота, али је наишао на хорде Туркалбанаца, па се Тисо вратио у Превезу да спасе становнике Туркалбанаца који улазе у град из друге улице. Капетан Тисо је стигао у луку и постројио се иза цркве Агиос Хараламбос, тако да су му леђа била заштићена од мора, а бокови од суседних кућа. Тисо је два и по сата водио херојску битку тако да је хришћанским породицама дао потребно време да се укрцају у чамце и оду у Акциј, док очекивана помоћ са Лефкаде због ветра никада није стигла. Али битка Тисоа је била неравноправна и „после упорне борбе преосталих девет његових људи, од тридесет и шест, ухапшено је, разоружано и одведено пред Мухтар пашу“ (Кадмиос, стр. 17). Тако је само 9 гренадира са официрима Тисоом и Камијем преживело, ухваћени и оковани у Превези где су намерно били сведоци клања жена и деце, а истакнутих, паљења и пљачке тадашњег 16.000 грађана. Француски заробљеници су затим преко Јањине одведени у Цариград, док су Али-пашине трупе сада неометано заузеле Превезу.
Много година, касније, у Француској је направљена чоколада Chocolat Poulain, који је приказивао Малог француског бубњара у бици код Никопоља непосредно пре него што му је одсечена глава. Неколико ратника из Сулија(Сулиота) и неколико милиционера из Превезе побегло је од масакра у Никопољу. Чувени британски адмирал Нелсон (1758-1805) је толико мрзео Наполеона Великог да је после битке код Никопоља послао честитку Али-паши где је написао: „Ваша Екселенцијо, примите моје најсрдачније честитке на великој победи над Французима“.
1. ↑  „22 Οκτωβρίου 1798: Η Μάχη της Νικόπολης και ο χαλασμός της Πρέβεζας”. www.zougla.gr (на језику: грчки). Приступљено 2021-11-29.
2. ↑  Report, War (22. октобар 2018). „War Report: 22 Οκτωβρίου 1798: Η Μάχη της Νικόπολης και ο χαλασμός της Πρέβεζας”. War Report. Приступљено 2021-12-22.
3. ↑  „Χαλασμός της Πρέβεζας”.